# Cape til Cairo jernbane
Cape til Cairo Jernbane er et ufærdigt jernbaneprojekt der skulle skabe en jernbanelinje der forbinder det sydlige  Afrikamed det nordlige. Det ville have været den største og vigtigste jernbane på kontinentet. Den var planlagt som en forbindelse mellem Cape Town i Sydafrika og Port Said i Egypten.
Projektet blev aldrig bygget færdig, og  færdigbyggede dele har været ude af drift i mange år som følge af krige og manglende vedligeholdelse fra de tidligere kolonier.  
Projektet blev påbegyndt i slutningen af det 19. århundrede, under det vesteuropæiske kolonistyre. Det var hovedsageligt baseret på Cecil Rhodes vision om at forbinde afrikanske kolonier i det britiske imperium gennem en sammenhængende jernbanelinje fra Cape Town, Sydafrika til Cairo, Egypten.

## Projektet
Det oprindelige forslag om en jernbane fra Cape Town til Cairo var fra 1874 af Edwin Arnold, der dengang var redaktør af The Daily Telegraph, som var medsponsor for Henry Morton Stanleys ekspedition til Afrika, for at udforske Congoflodens løb. Den rute han foreslog var en blanding af jernbane- og flodtransport mellem Elizabethville i Belgisk Congo (nu Lubumbashi i Den Demokratiske Republik Congo) og Sennar i Sudan i stedet for en fuldstændig jernbanerute.
Imperialisten og iværksætteren Cecil Rhodes var medvirkende til at sikre at de sydlige afrikanske stater kom under det britiske imperium, og han forestillede sig en sammenhængende "rød linje" af britiske kolonier fra nord til syd. En jernbane ville være et væsentligt element i denne ordning for at kunne forene besiddelserne, lette regeringsførelsen, sætte militæret i stand til hurtigt at bevæge sig til krigsskuepladser, hjælpe til med afvikling og muliggøre intern og ekstern handel med kontinentets varer. 
Frankrig havde en modsat  strategi i slutningen af 1890'erne hvor man ville forbinde sine vestlige og østafrikanske kolonier, nemlig Senegal med Fransk Somaliland. Sydsudan og Etiopien var i vejen, og Frankrig sendte i 1897 ekspeditioner for at skabe et protektorat i det sydlige Sudan og en rute  tværs gennem Etiopien. Da en britisk flotille på Nilen konfronterede den franske ekspedition i skæringspunktet mellem de franske og britiske ruter, førte det  til Fashoda-hændelsen (en) og til sidst et fransk tilbagetog.
Portugiserne overvejede en jernbane fra Angola til Mozambique for at forbinde vest med øst og skabe det lyserøde kort (en), der repræsenterede deres vision om suverænitet i Afrika, ved at forbinde Angola og Mozambique. Disse planer sluttede efter det Brittiske ulimatum 1890 (en).
Modstanden mod britisk styre i Sydafrika sejrede efter de to boerkrige (første og anden boerkrig, der sluttede i 1902, men den nye Sydafrikanske union inkorporerede først sine to stater i 1910).
Egypten havde et jernbanesystem, der allerede i 1854 forbandt Port Said, Alexandria og Kairo, og som nu går så langt sydpå som Aswan. I Egypten er jernbanen 1.435 mm standardspor.  
Efter en færgeforbindelse op af Nilen fortsætter jernbanen i Sudan fra Wadi Halfa til Khartoum med  sporvidden 1.067 mm (Cape sporvidde); Denne del af systemet blev startet af Lord Kitchener i 1897 for at levere forsyninger under hans krig mod Mahdiststaten (en). Yderligere jernbaneforbindelser går sydpå, det sydligste punkt er Wau.

## Manglende færdiggørelse
De britiske interesser måtte overvinde både geografiske og klimatiske forhindringer  og franskmændenes, portugisernes og tyskernes konkurrerende imperiale planer. I 1891 sikrede Tyskland sig det strategisk vigtige område i Tysk Østafrika, som sammen med den bjergrige regnskov i Belgisk Congo udelukkede bygningen af en Kap til Kairo-jernbane.
I 1916, under Første Verdenskrig, erobrede britiske, afrikanske og indiske soldater Tanganyikaterritoriet (nutidens Tanzania) fra det tyske imperium. Briterne fortsatte med at regere territoriet efter krigen, som var et mandat fra Folkeforbundet fra 1922. Dermed var den kontinuerlige række af nødvendige kolonier for projektet opnået.
Den sydlige sektion blev færdiggjort under britisk styre før Første Verdenskrig og har et sammenkoblet system af nationale jernbaner, der bruger Cape-sporvidden på 1.067 mm. Byggeriet startede fra Cape Town og gik  til Kimberley gennem en del af Botswana til Bulawayo. Fra dette kryds gik forbindelsen videre mod nord. Broen ved  Victoria Falls var færdig i 1905.
Det britiske imperium havde den politiske magt til at færdiggøre Kap til Kairo-jernbanen, men økonomien, blandt andet den store depression i 1930'erne, forhindrede at den blev  færdig før Anden Verdenskrig Efter Anden Verdenskrig fjernede afkoloniseringen af Afrika og etableringen af uafhængige lande den koloniale begrundelse for projektet og øgede vanskelighederne, hvilket reelt afsluttede det.